# Exophyla poliotis
Exophyla poliotis là một loài bướm đêm trong họ Erebidae.